# Joseph Jacob
 (novembre 2017).
Si vous disposez d'ouvrages ou d'articles de référence ou si vous connaissez des sites web de qualité traitant du thème abordé ici, merci de compléter l'article en donnant les références utiles à sa vérifiabilité et en les liant à la section « Notes et références ».
Pour les articles homonymes, voir Joseph Jacob (homonymie).
Joseph Henri Jacob, dit Joseph Jacob ou Henri Jacob, né le 19 mars 1896 à Troyes (Aube) et mort le 19 juillet 1976 à Vincelles (Yonne), est un journaliste et homme politique français.
Membre du Comité directeur du Parti communiste français (PCF), secrétaire adjoint de l'Association républicaine des anciens combattants (ARAC) et de la commission exécutive de la Confédération générale du travail unitaire (CGTU), il est exclu du parti en 1932 avec Paul Rassinier. Communiste dissident, il finit par adhérer à la Collaboration en rejoignant le Rassemblement national populaire (RNP) de Marcel Déat puis le Parti populaire français (PPF) de Jacques Doriot. 

## Biographie
Il est blessé en 1918, reconnu mutilé à 65 % et pensionné. Il appelle l'année suivante dans La Défense des Travailleurs, organe de la Fédération socialiste de l'Aube, les jeunes à reconstruire leur organisation. Il prend la parole au nom des Jeunesses socialistes (JS) lors d'un meeting du premier mai. 
Il devient secrétaire adjoint de la Fédération socialiste en septembre 1919, après en avoir déjà assuré la charge à l'issue du premier congrès d'après-guerre en avril. Il est chargé de la propagande socialiste en 1920 et devient secrétaire du syndicat du Textile de Troyes, qui le délègue au congrès national de la CGT, à Orléans.
Il participe au congrès fédéral communiste et entre à la commission exécutive du Parti communiste (PC) de l'Aube en 1921. En mai, il est élu secrétaire adjoint de l'Association républicaine des anciens combattants (ARAC), sur le plan départemental. En août 1921, au congrès de l'Union des syndicats ouvriers de l'Aube, il critique le secrétaire. À ce moment, il est aussi trésorier du comité troyen d'assistance au peuple russe. En février, il avait eu un rôle dirigeant dans la grève du textile et il a présenté en septembre une motion appelant à une grève générale du Textile de Troyes. En décembre, il est inculpé de séquestration et de violation de domicile. Au même moment, il est délégué au congrès de la CGT à la Grange-aux-Belles. 
Il est désigné secrétaire de la Fédération nationale CGTU du Textile en 1922. En mai, il est élu membre de la Commission exécutive du Comité confédéral de la CGTU. En décembre, il représente la confédération lors de la fondation du Comité d'action contre l'impérialisme et la guerre. Deux mois plus tôt, au congrès national du PC, il était intervenu sur la question syndicale pour considérer que le Parti ne devait pas « gêner l'action des syndicats ». À ce congrès, il a été élu au Comité directeur du parti.
Joseph Jacob est arrêté en gare de Saint-Quentin et écroué à la Santé en 1923. En novembre, il prend part au IIe congrès de la CGTU, à Bourges, où il est réélu à la Commission exécutive. En décembre, il participe au IIe congrès de la Fédération du Textile qui voit la fusion de celle-ci avec la Fédération du Vêtement. 
Il est candidat du PC à des élections municipales complémentaires au Pré-Saint-Gervais, puis aux élections cantonales dans le 2e secteur de Pantin en 1924. Il est réélu la même année au Comité directeur du PC. Il assiste au congrès du Parti communiste d'Autriche en 1925.
Joseph Jacob présente d'importants rapports sur l'unité syndicale et le front unique lors du IIIe congrès de la Fédération du Textile, qui se tient à Paris en 1926. Cette même année, il est candidat à des législatives complémentaires dans les Vosges. Il prend encore la parole dans un meeting à Troyes, au titre de « secrétaire du Comité exécutif de la IIIe Internationale », dont il a été promu membre du Présidium. De retour de Moscou, il présente ses thèses devant le Bureau politique. En septembre, lors d'un Comité central (CC) du PC, il s'oppose à une résolution qui condamne l'opposition russe, notamment. En novembre, le CC prend acte de ses propos, selon lesquels la politique de la majorité du CC du PC de l'URSS est fausse. 
En janvier 1927, le secrétaire du Parti, Semard l'attaque dans un article des Cahiers du bolchevisme, lui reprochant d'avoir soutenu l'opposition russe l'année précédente. Devenu un des responsables de la région du Nord du PC, il fait partie de la délégation française qui se rend à Berlin en 1928 pour y rencontrer des représentants de l'Internationale. Cette même année, il parvient à entraîner derrière lui la quasi-totalité des délégués au congrès régional. 
Son éviction du Comité central, lors du congrès communiste de Saint-Denis de 1929, provoque la réprobation d'une partie des délégués. Le mois suivant, il se trouve forcé de démissionner de ses fonctions de secrétaire régional du Nord. Il est placé à la direction du Territoire de Belfort l'année suivante et chargé de reconstituer la 5e Union régionale CGTU, en qualité de secrétaire. 
Les désaccords ressurgissent en 1932 au cours de la préparation des élections législatives. Le Bureau politique rejette sa candidature, puis il est exclu du PC. Avec un autre exclu du PC, Schmitt, Jacob constitue un Parti communiste indépendant, dont il est le secrétaire adjoint. Il est également le directeur politique du Travailleur. En septembre, lors de la réunion du congrès de la 5e Union régionale CGTU, Jacob est mis en minorité.
Durant l'année 1933, il anime un comité de chômeurs et gagne un procès aux prud'hommes contre ses anciens « employeurs » communistes.
Jacob réapparaît à Troyes en 1936, auprès de Plard, député depuis 1932 et maire de la ville depuis 1935. Pressenti pour se présenter aux élections législatives, il récuse l'offre afin de ne pas laisser supposer qu'il est de retour dans la ville pour obtenir un poste de député. Il obtient l'année suivante un poste administratif à la mairie de Troyes et est candidat « plardiste » lors des élections cantonales.
Il devient secrétaire du comité de Front populaire de Troyes en 1938. Il adhère au Rassemblement national populaire (RNP) en 1941, puis au Parti populaire français (PPF), dont il devient le secrétaire adjoint fédéral.
En 1943, il est journaliste, à Paris, au Cri du peuple, où il tient la rubrique « Le travail et les hommes ». Il est condamné par la Cour de justice aux travaux forcés et à la dégradation nationale en 1945. 
Il devient secrétaire administratif du syndicat français du cinéma, de la radio et de la télévision en 1953, puis vice-président en 1957.

## Source
- Dictionnaire biographique du mouvement ouvrier français, Éditions de l'Atelier, 1997.